# استفانی بایس

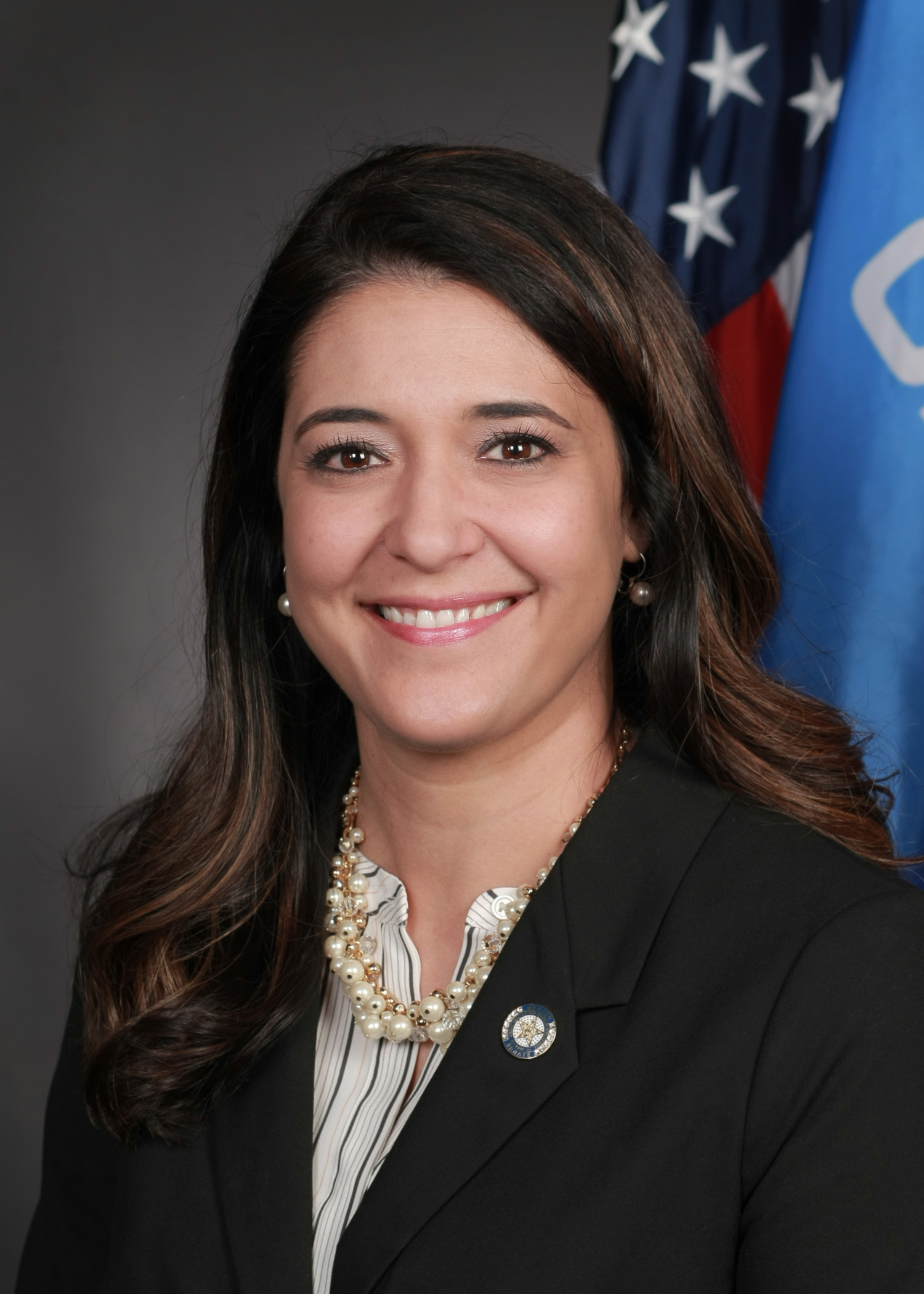

استفانی آیرین بایس (انگلیسی: Stephanie Bice؛ نام پیش از ازدواج اسدی؛ زادهٔ ۱۱ نوامبر ۱۹۷۳) یک سیاستمدار آمریکایی است که نماینده حوزه ۵ام کنگره‌ای اکلاهما در مجلس نمایندگان ایالات متحده آمریکا است. او پیش‌تر از سال ۲۰۱۴ تا ۲۰۲۰ در سنای اکلاهما به نمایندگی از حوزه ۲۲ عضو بود. بایس که عضو حزب جمهوری‌خواه است و در سال ۲۰۲۰ به عضویت مجلس نمایندگان آمریکا از حوزه پنجم اوکلاهما انتخاب شده‌است. وی پس از غلبه بر کندرا هورن دموکرات نماینده وقت در انتخابات سال ۲۰۲۰ نماینده منتخب حوزه انتخابیه پنجم اکلاهما  شد. بایس نخستین ایرانی آمریکایی انتخاب شده به کنگره ایالات متحده آمریکا است.

## تحصیلات و اوایل کار
بایس در اوکلاهما سیتی متولد شد و از دانشگاه ایالتی اوکلاهما فارغ‌التحصیل شد و لیسانس بازاریابی و جزئی در تجارت بین‌الملل دارد.
بایس به مدت هشت سال در امور مالی، استراتژی تجارت و بازاریابی برای شرکت فناوری خانواده‌اش در اوکلاهما سیتی، ایالت اوکلاهما کار کرد. وی سپس به‌عنوان معاون توسعه تجارت به راهنمایی یک آژانس بازاریابی دیجیتال بوتیک در شهر اوکلاهما کمک کرد.
پدر او یک ایرانی است.

## مجلس نمایندگان ایالات متحده آمریکا

### انتخابات‌ها

#### ۲۰۲۰
بایس در سال ۲۰۱۹ کاندیداتوری خود برای حوزه انتخابیه پنجم اکلاهما را در انتخابات ۲۰۲۰ مجلس نمایندگان اعلام کرد. این حوزه برای بیش از ۴۰ سال از پایگاه‌های جمهوریخواهان بود تا این که نماینده وقت دمکرات کندرا هورن در سال ۲۰۱۸ انتخاب شد.
بایس در دور نخست انتخابات مقدماتی حزب جمهوریخواه پس از تری نیس، که پیشتر در ۱۹۹۰ نامزد معاونت فرماندار اکلاهما بود دوم شد. از آنجا که هیچ نامزدی به حد نصاب ۵۰ درصدی دست نیافت بایس و نیس به دور دوم راه یافتند. بایس در انتخابات مقدماتی دور دوم نیس را شکست داد و رو در روی هورن در انتخابات سراسری قرار گرفت. بایس هورن را شکست داد و این کرسی را به جمهوری‌خواهان بازگرداند. بایس در مبارزه انتخاباتی خود همسو با سیاست های دونالد ترامپ رییس جمهور وقت آمریکا و بر مراقبت سلامت مقرون به صرفه و محدود کردن مهاجرت متمرکز بود.
بایس نخستین ایرانی آمریکایی انتخاب‌شده برای کنگره است.

### حضور
بایس در پایان سال ۲۰۲۰ یکی از شرکت کنندگان در نیروی آزادی شد، که گروهی از نماینده‌های تازه‌وارد جمهوری‌خواه در مجلس نمایندگان است که می‌گویند «با سوسیالیسم در آمریکا می‌جنگند.»
بایس به رد شدن آرای الکتورال آریزونا و پنسیلوانیا در انتخابات ریاست جمهوری ۲۰۲۰ رای موافق داد. او در توضیح رایش هدفش را تضمین ایمنی انتخابات‌ها خواند. بایس به استیضاح دوم رئیس‌جمهور دونالد ترامپ رای مخالف داد.